# I Wanna Be Sedated
"I Wanna Be Sedated" é uma canção da banda de punk rock Ramones. Foi lançada em 1978, no álbum Road to Ruin. Está na posição 145 na lista das 500 melhores canções de todos os tempos da revista Rolling Stone.

## Certificações
| Região                                                                                             | Certificação | Vendas     |
| -------------------------------------------------------------------------------------------------- | ------------ | ---------- |
| Estados Unidos (RIAA)                                                                              | Platina      | 1,000,000^ |
| *números de vendas baseados somente na certificação ^distribuições baseadas apenas na certificação |              |            |